# Judo aux Jeux olympiques d'été de 2016
Navigation
Londres 2012 Tokyo 2020
Les compétitions de judo des Jeux olympiques d'été de 2016 se déroulent du 6 au 12 août à la Carioca Arena 2, à l'intérieur du Parc olympique de Barra de Barra da Tijuca. 14 épreuves y sont organisées : 7 masculines et 7 féminines. 386 athlètes prennent part aux épreuves. 56 médailles olympiques dont 14 d'or sont décernées au long des 7 jours de la compétition.

## Calendrier
Il y a deux sessions de compétition par jour pour les programmes de Judo aux Jeux Olympiques de 2016. La première session (Élimination et quarts de finale) se déroule de 10h00 à 13h00 BRT, et la seconde session (Repêchage, Demi-finales, Médaille de Bronze & Médaille d'Or) se déroule de 15h30 à 18h10 BRT.
| Q | Éliminations & Quarts de finale | F | Repêchage, Demi-finales, Médaille de Bronze & Médaille d'Or |

| Hommes          |   |   |   |   |   |   |   |   |   |   |   |   |   |   |
| Moins de 60 kg  | Q | F |   |   |   |   |   |   |   |   |   |   |   |   |
| Moins de 66 kg  |   |   | Q | F |   |   |   |   |   |   |   |   |   |   |
| Moins de 73 kg  |   |   |   |   | Q | F |   |   |   |   |   |   |   |   |
| Moins de 81 kg  |   |   |   |   |   |   | Q | F |   |   |   |   |   |   |
| Moins de 90 kg  |   |   |   |   |   |   |   |   | Q | F |   |   |   |   |
| Moins de 100 kg |   |   |   |   |   |   |   |   |   |   | Q | F |   |   |
| Plus de 100 kg  |   |   |   |   |   |   |   |   |   |   |   |   | Q | F |
| Femmes          |   |   |   |   |   |   |   |   |   |   |   |   |   |   |
| Moins de 48 kg  | Q | F |   |   |   |   |   |   |   |   |   |   |   |   |
| Moins de 52 kg  |   |   | Q | F |   |   |   |   |   |   |   |   |   |   |
| Moins de 57 kg  |   |   |   |   | Q | F |   |   |   |   |   |   |   |   |
| Moins de 63 kg  |   |   |   |   |   |   | Q | F |   |   |   |   |   |   |
| Moins de 70 kg  |   |   |   |   |   |   |   |   | Q | F |   |   |   |   |
| Moins de 78 kg  |   |   |   |   |   |   |   |   |   |   | Q | F |   |   |
| Plus de 78 kg   |   |   |   |   |   |   |   |   |   |   |   |   | Q | F |

## Qualifications
Les quotas sont attribués avec un format similaire aux Jeux olympiques de 2012. La qualification est basée sur le classement mondial établi par la Fédération Internationale de Judo au 30 mai 2016. Un total de 252 athlètes se qualifie directement par le biais du classement avec les 22 meilleurs hommes et les 14 meilleures femmes par catégorie, avec un maximum d'un judoka par CNO et par catégorie de poids,.

## Nations participantes
- Afghanistan (1)
- Andorre (1)
- Algérie (5)
- Angola (1)
- Argentine (2)
- Arménie (1)
- Aruba (1)
- Athlètes réfugiés (2)
- Australie (7)
- Autriche (5)
- Azerbaïdjan (6)
- Biélorussie (2)
- Belgique (5)
- Belize (1)
- Bénin (1)
- Bolivie (1)
- Bosnie-Herzégovine (1)
- Brésil (14)
- Bulgarie (2)
- Burkina Faso (1)
- Burundi (1)
- Cameroun (1)
- Canada (8)
- Chili (1)
- Chine (8)
- Taipei chinois (2)
- Colombie (2)
- République du Congo (1)
- Costa Rica (1)
- Croatie (1)
- Cuba (9)
- République tchèque (3)
- République dominicaine (1)
- République démocratique du Congo (1)
- Djibouti (1)
- Équateur (3)
- Égypte (5)
- Émirats arabes unis (3)
- États-Unis (6)
- Salvador (1)
- Estonie (1)
- Fidji (1)
- Finlande (1)
- France (14)
- Gabon (2)
- Gambie (1)
- Géorgie (8)
- Allemagne (13)
- Ghana (1)
- Grande-Bretagne (7)
- Grèce (2)
- Guatemala (1)
- Guinée-Bissau (1)
- Haïti (1)
- Honduras (1)
- Hongrie (8)
- Islande (1)
- Inde (1)
- Iran (2)
- Irak (1)
- Israël (7)
- Italie (6)
- Côte d'Ivoire (1)
- Japon (14)
- Jordanie (1)
- Kazakhstan (5)
- Kenya (1)
- Kosovo (2)
- Kirghizistan (2)
- Laos (1)
- Lettonie (2)
- Liban (1)
- Libye (1)
- Lituanie (1)
- Macédoine (1)
- Madagascar (1)
- Mali (1)
- Maurice (1)
- Mexique (2)
- Moldavie (1)
- Monaco (1)
- Mongolie (13)
- Monténégro (1)
- Maroc (3)
- Mozambique (1)
- Nauru (1)
- Népal (1)
- Nouvelle-Zélande (1)
- Niger (1)
- Ouzbékistan (7)
- Corée du Nord (3)
- Pakistan (1)
- Pays-Bas (11)
- Palestine (1)
- Papouasie-Nouvelle-Guinée (1)
- Pérou (1)
- Philippines (1)
- Pologne (4)
- Portugal (6)
- Porto Rico (2)
- Qatar (1)
- Roumanie (4)
- Russie (11)
- Saint-Marin (1)
- Samoa (1)
- Samoa américaines (1)
- Arabie saoudite (1)
- Sénégal (1)
- Serbie (1)
- Seychelles (1)
- Slovénie (5)
- Afrique du Sud (1)
- Corée du Sud (12)
- Espagne (5)
- Sri Lanka (1)
- Soudan (1)
- Suriname (1)
- Suède (4)
- Suisse (3)
- Syrie (1)
- Tadjikistan (2)
- Tanzanie (1)
- Thaïlande (1)
- Trinité-et-Tobago (1)
- Tunisie (4)
- Turquie (4)
- Turkménistan (2)
- Ukraine (7)
- Uruguay (1)
- Vanuatu (1)
- Venezuela (1)
- Viêt Nam (1)
- Yémen (1)
- Zambie (1)

## Format de la compétition
La compétition a lieu par élimination directe. En cas d'égalité, le combat est prolongé par une période dite de « golden score », dans laquelle le premier joueur à marquer un avantage remporte le combat.
Les quatre athlètes vaincus en quarts de finale se rencontrent lors de deux combats de repêchage. Les vainqueurs affrontent ensuite les deux perdants de la demi-finale (en croisant les deux parties du tableau) lors d’un combat pour les deux médailles de bronze.

## Résultats

### Podiums masculins
| Épreuves                            | Or                       | Argent                    | Bronze                                             |
| ----------------------------------- | ------------------------ | ------------------------- | -------------------------------------------------- |
| Moins de 60 kg résultats détaillés  | Beslan Mudranov (RUS)    | Yeldos Smetov (KAZ)       | Naohisa Takato (JPN) Diyorbek Urozboev (UZB)       |
| Moins de 66 kg résultats détaillés  | Fabio Basile (ITA)       | An Baul (KOR)             | Rishod Sobirov (UZB) Masashi Ebinuma (JPN)         |
| Moins de 73 kg résultats détaillés  | Shohei Ōno (JPN)         | Rustam Orujov (AZE)       | Lasha Shavdatuashvili (GEO) Dirk Van Tichelt (BEL) |
| Moins de 81 kg résultats détaillés  | Khasan Khalmurzaev (RUS) | Travis Stevens (USA)      | Sergiu Toma (UAE) Takanori Nagase (JPN)            |
| Moins de 90 kg résultats détaillés  | Mashu Baker (JPN)        | Varlam Liparteliani (GEO) | Gwak Dong-han (KOR) Cheng Xunzhao (CHN)            |
| Moins de 100 kg résultats détaillés | Lukáš Krpálek (CZE)      | Elmar Gasimov (AZE)       | Ryunosuke Haga (JPN) Cyrille Maret (FRA)           |
| Plus de 100 kg résultats détaillés  | Teddy Riner (FRA)        | Hisayoshi Harasawa (JPN)  | Rafael Silva (BRA) Or Sasson (ISR)                 |

### Podiums féminins
| Épreuves                           | Or                      | Argent                      | Bronze                                        |
| ---------------------------------- | ----------------------- | --------------------------- | --------------------------------------------- |
| Moins de 48 kg résultats détaillés | Paula Pareto (ARG)      | Jeong Bo-kyeong (KOR)       | Ami Kondō (JPN) Otgontsetseg Galbadrakh (KAZ) |
| Moins de 52 kg résultats détaillés | Majlinda Kelmendi (KOS) | Odette Giuffrida (ITA)      | Misato Nakamura (JPN) Natalia Kuzyutina (RUS) |
| Moins de 57 kg résultats détaillés | Rafaela Silva (BRA)     | Dorjsürengiin Sumiyaa (MGL) | Kaori Matsumoto (JPN) Telma Monteiro (POR)    |
| Moins de 63 kg résultats détaillés | Tina Trstenjak (SLO)    | Clarisse Agbegnenou (FRA)   | Yarden Gerbi (ISR) Anicka van Emden (NED)     |
| Moins de 70 kg résultats détaillés | Haruka Tachimoto (JPN)  | Yuri Alvear (COL)           | Sally Conway (GBR) Laura Vargas-Koch (GER)    |
| Moins de 78 kg résultats détaillés | Kayla Harrison (USA)    | Audrey Tcheuméo (FRA)       | Mayra Aguiar (BRA) Anamari Velenšek (SLO)     |
| Plus de 78 kg résultats détaillés  | Émilie Andéol (FRA)     | Idalys Ortíz (CUB)          | Kanae Yamabe (JPN) Yu Song (CHN)              |

### Tableau des médailles
Le Japon totalise 12 médailles sur 14 épreuves : il n'y a juste aucune médaille chez les féminines de moins de 63 kg (battue en finale de bronze) et moins de 78 kg (battue au 2e tour)
- Pays organisateur (Brésil)

| Rang | Nation              | Or | Argent | Bronze | Total |
| ---- | ------------------- | -- | ------ | ------ | ----- |
| 1    | Japon               | 3  | 1      | 8      | 12    |
| 2    | France              | 2  | 2      | 1      | 5     |
| 3    | Russie              | 2  | 0      | 1      | 3     |
| 4    | États-Unis          | 1  | 1      | 0      | 2     |
| 4    | Italie              | 1  | 1      | 0      | 2     |
| 6    | Brésil              | 1  | 0      | 2      | 3     |
| 7    | Slovénie            | 1  | 0      | 1      | 2     |
| 8    | Argentine           | 1  | 0      | 0      | 1     |
| 8    | Kosovo              | 1  | 0      | 0      | 1     |
| 8    | Tchéquie            | 1  | 0      | 0      | 1     |
| 11   | Corée du Sud        | 0  | 2      | 1      | 3     |
| 12   | Azerbaïdjan         | 0  | 2      | 0      | 2     |
| 13   | Géorgie             | 0  | 1      | 1      | 2     |
| 13   | Kazakhstan          | 0  | 1      | 1      | 2     |
| 15   | Colombie            | 0  | 1      | 0      | 1     |
| 15   | Cuba                | 0  | 1      | 0      | 1     |
| 15   | Mongolie            | 0  | 1      | 0      | 1     |
| 18   | Chine               | 0  | 0      | 2      | 2     |
| 18   | Israël              | 0  | 0      | 2      | 2     |
| 18   | Ouzbékistan         | 0  | 0      | 2      | 2     |
| 21   | Allemagne           | 0  | 0      | 1      | 1     |
| 21   | Belgique            | 0  | 0      | 1      | 1     |
| 21   | Émirats arabes unis | 0  | 0      | 1      | 1     |
| 21   | Grande-Bretagne     | 0  | 0      | 1      | 1     |
| 21   | Pays-Bas            | 0  | 0      | 1      | 1     |
| 21   | Portugal            | 0  | 0      | 1      | 1     |